# Digitális fényképezőgép

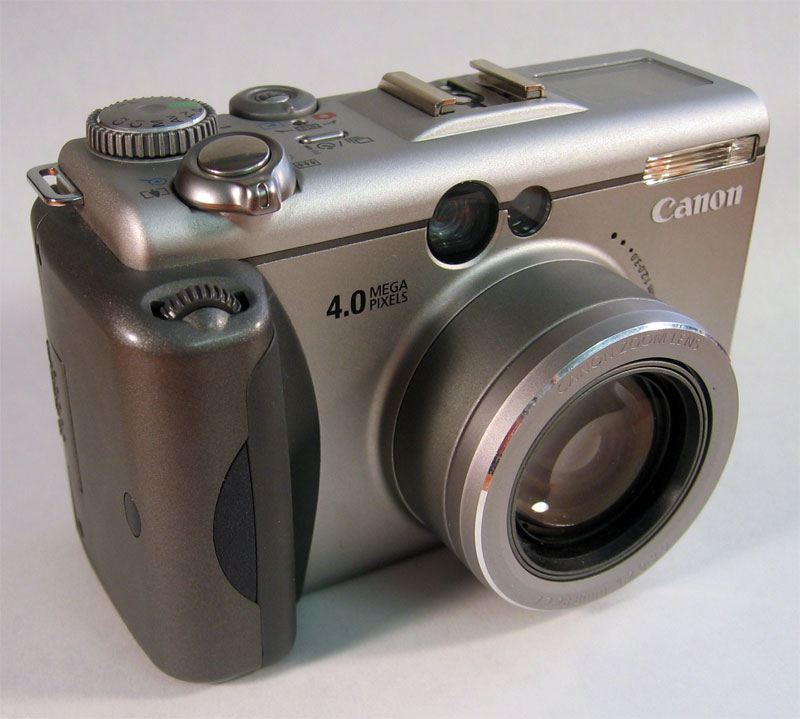
Kompakt digitális fényképezőgép

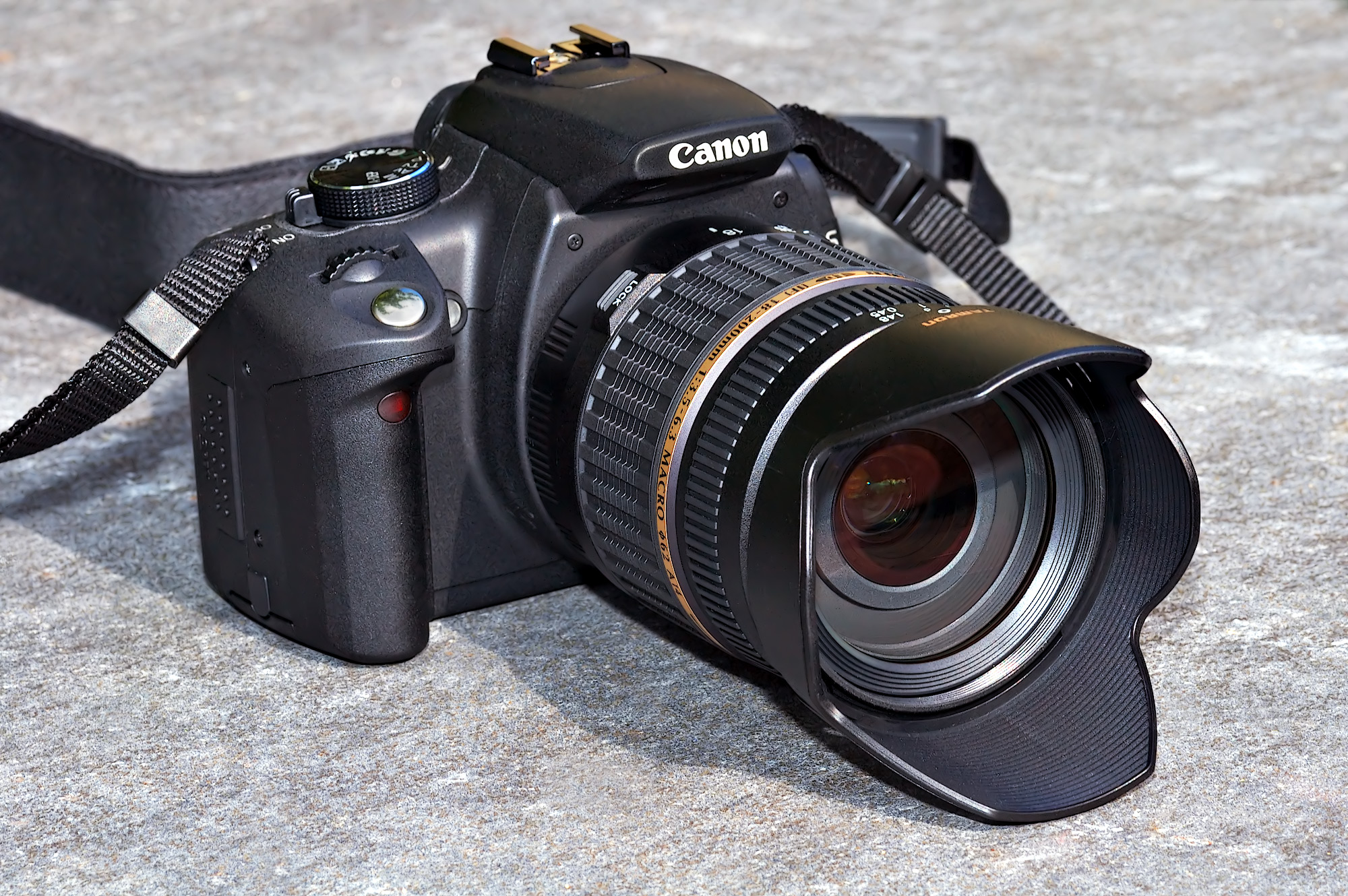
Tükörreflexes digitális fényképezőgép (DSLR)

A digitális fényképezőgép (kezdetben: elektronikus fényképezőgép) egy olyan fényképezőgép, amely – a korábbi filmelőhívásos technológiával szemben – az optikai lencserendszer mögött található elektronikus érzékelővel (CCD, CMOS) a fényjeleket elektronikus jelekké alakítja. Az elektronikus jeleket ezután processzor(ok) segítségével feldolgozzák, és digitális formában memóriában tárolják.

## Története
A videotelefonok kifejlesztésén fáradozó AT&T Bell Laboratories a kutatások számos „melléktermékének” egyikeként 1973-ban előállította a világ első digitális fényképezőgépét, melyet az általuk kifejlesztett CCD-vel felszerelve a cég egyik partnere, a Fairchild Semiconductor hozott forgalomba még abban az évben. A számítógépek rohamos fejlődésével együtt járt a digitális fényképezőgépek gyors fejlődése is, 1986-ra a Kodak digitális gépe már egy megapixeles képek készítésére is alkalmas volt, azonban ezek akkoriban körülményes és költséges kidolgozása és magas ára miatt egészen az 1990-es évek végéig, a 2000-es évek elejéig gyakorlatilag alig voltak piaci forgalomban. Az első fényképezőgép, amely számítógépes fájl formátumban készített képet a Fuji DS-1P volt, 1988-ban, 16 megabájtosmemóriakártyával, amit egy külön elem működtetett. Az első, kereskedelmi forgalomban kapható digitális kamera a Dycam Model 1 (avagy Logitech Fotoman) volt. A CCD képszenzorral ellátott gép digitálisan tárolta a képeket, és közvetlenül csatlakoztatható volt egy számítógéphez letöltés céljából. 1991-ben a Kodak piacra dobta a Kodak DCS 100-ast, a világ első digitális tükörreflexes fényképezőgépét, mely már az 1988-ban bevezetett JPEG formátumban készítette a felvételeket. A technika rohamos fejlődésével már csak idő kérdése volt, hogy mikor fogják a digitális gépek minőségben és elérhetőségben (árban) beérni a „hagyományos” masinákat.
Lásd: Fényképezés
1992-ben a DYCAM Inc. amerikai cég kifejlesztett és forgalomba hozott egy akkor egyedülálló digitális fényképezőgépet. A gép már nem tartalmazott mozgó alkatrészeket, és használatához előhívó filmre sem volt szükség. Az akkori technológiával a kamera memóriájában 32 db fotó fért el, melyek 376 × 240 képpontú 8 bites színmélységű szürkeárnyalatos képek voltak. A kamera az elkészült fotókat szabványos TIFF formátumban tárolta, ahol egy kép 92 016 byte (kb. 92 kB) helyet foglalt.
A kis tárolókapacitás, és a reprodukció kívánalma miatt szükség volt a tárolt képek továbbítására, így volt lehetőség arra is, hogy az akkori IBM kompatibilis számítógépekkel ill. Macintosh, NEXT Computer vagy PSION HC100-zal kommunikálhasson szabványos soros (RS232) csatlakozóján keresztül. A kameráról átvett képeket a hozzá kapott szoftverrel 10-25 kB-ra lehetett csökkenteni, így lehetőség nyílt a kamerán található összes kép 1,2 MB-os mágneslemezen történő tárolására. Érdekesség, hogy ha a fényképezőgép akkumulátora teljesen lemerült, akkor az a rajta tárolt képek végleges elvesztésével járt.